# Arthur Lasenby Liberty
Sir Arthur Lasenby Liberty (Chesham, 13 agosto 1843 – The Lee, 11 maggio 1917) fu un noto mercante britannico.

## Biografia
Figlio primogenito di un commerciante di stoffe di Chesham, iniziò a lavorare a 16 anni con uno zio. Nel 1859 divenne apprendista presso un mercante di stoffe, e nel 1862 venne impiegato nei grandi magazzini in Regent Street di proprietà della Farmer & Rogers, raggiungendo presto la posizione di responsabile.
Dopo che alla Farmer & Rogers rifiutarono di farlo entrare da socio negli affari interni, nel 1875 aprì autonomamente un suo negozio, il Liberty & Co., specializzato nella compravendita di tessuti, ornamenti e oggetti d'arte importati dall'Estremo Oriente.
Il Liberty & Co. ebbe successo, permettendo al suo creatore di ampliare i suoi esercizi commerciali e di espandersi occupando nuove strutture. La sua notorietà, in un primo momento legata all'esposizione di un vario artigianato eclettico e di stili popolari, sviluppò un'immagine radicalmente diversa e strettamente connessa al movimento estetico. L'azienda, che partecipò all'Esposizione Internazionale d'Arte Decorativa Moderna di Torino del 1902, divenne sinonimo in Italia delle nuove manifestazioni delle arti applicate e dell'artigianato conosciute come Liberty o Arte floreale.
Arthur Liberty si sposò con Emma Louise Blackmore nel 1875 da cui non ebbe figli. Fu nominato cavaliere nel 1913 e prima di morire  Liberty aveva accumulato una piccola fortuna come azionista di maggioranza della sua opera che divenne una società pubblica a responsabilità limitata nel 1890.
La sua lapide venne disegnata da Archibald Knox, uno dei maggiori designer della Liberty & Co.